# Bromus pannonicus
Bromus pannonicus är en gräsart som beskrevs av Ferdinand Kummer och Otto Sendtner. Bromus pannonicus ingår i släktet lostor, och familjen gräs. Utöver nominatformen finns också underarten B. p. monocladus.